# Раково (городской округ Солнечногорск)
Раково — деревня в Московской области России. Входит в городской округ Солнечногорск

## География
Деревня расположена в северо-восточной части Солнечногорского городского округа, у границы с Дмитровским городским округом, примерно в 19 км на юго-запад от города Яхромы, юго-западнее истоков реки Лутосни, высота центра над уровнем моря 269 м. Ближайший населённый пункт — Ярцево в 1 км на северо-восток.

## История
С 1994 до 2006 гг. деревня входила в Подъячевский сельский округ Дмитровского района.
С 2005 до 2011 года деревня включалась в состав городского поселения Яхрома Дмитровского муниципального района, с 2011 до 2019 гг. — в городское поселение Солнечногорск Солнечногорского муниципального района.
С 2019 года деревня входит в городской округ Солнечногорск.

## Население
| 1859 | 1899 | 1926 | 2002 | 2006 | 2010 |
| ---- | ---- | ---- | ---- | ---- | ---- |
| 61   | ↘42  | ↗62  | ↘0   | ↗1   | ↘0   |